# Viva Natale
Viva Natale! è un LP della cantante italiana Mina, pubblicato a novembre del 1971 dalla Ri-Fi, ex etichetta discografica dell'artista, in collaborazione con l'Antoniano.

## Descrizione
Album, non inserito nella discografia ufficiale dell'artista, a cui Mina partecipa (solo lato A) raccontando due favole non propriamente natalizie, già incise su un Extended Play nel 1964.
Sulle facciate della copertina la stessa dedica ai bambini scritta a mano dalla cantante sul vecchio EP, ma con il testo ridotto a poche parole.
Sul lato B sono presenti 6 canzoni di Natale eseguite dal Piccolo Coro dell'Antoniano diretto da Mariele Ventre.
Giordano Bruno Martelli (padre di Augusto, che collabora alle musiche e all'arrangiamento di Cenerentola) accompagna gli artisti con la sua orchestra, oltre a essere produttore del disco.
Distribuito anche su musicassetta dall'etichetta Variety (REM 81041).

## Tracce
Edizioni musicali Settebello
Lato A - Mina
1. Cappuccetto Rosso – 5:02 (testo: Corrado Vanni – musica: Giordano Bruno e Augusto Martelli)
2. Cenerentola – 7:54 (testo: Corrado Vanni – musica: Giordano Bruno e Augusto Martelli)

Lato B - Piccolo Coro dell'Antoniano
1. Tu scendi dalle stelle (sant'Alfonso Maria de' Liguori)
2. Ave Maria di Nazareth (tradizionale)
3. Stille Nacht, Heilige Nacht (testo: Joseph Mohr – musica: Franz Xaver Gruber)
4. Natale con voi (testo: Luciano Beretta – musica: Giordano Bruno Martelli, Jan Langosz)
5. Adeste fideles (tradizionale)
6. Girotondo di campane (testo: Fernando Rossi – musica: Giordano Bruno Martelli, Luciano Zuccheri)